# Johan Eric Wikstén
Johan Eric Wikstén, född 28 juli 1848 i Piteå landsförsamling, Norrbottens län, död där 2 september 1895, var en svensk hemmansägare och riksdagsman.
Wikstén var hemmansägare i Öjebyn i Piteå socken. Han var även politiker och ledamot av riksdagens andra kammare 1882–1886, 1888 och 1891–1895 för Piteå domsagas valkrets.